# Elżbieta Rysak
Elżbieta Bogumiła Rysak (ur. 10 sierpnia 1948 w Biskupcu Lubelskim) – polska polityk, senator II kadencji.

## Życiorys
Ukończyła studia ekonomiczne na Uniwersytecie Marii Curie-Skłodowskiej, następnie kształciła się podyplomowo w Szkole Głównej Planowania i Statystyki. Była członkiem ZSL. W latach 1975–1992 pracowała w chełmskim oddziale Banku Gospodarki Żywnościowej, następnie zaś w jego centrali w Warszawie. W wyborach w 1991 uzyskała mandat senatorski w województwie chełmskim z ramienia PSL. Zasiadała w Komisjach Gospodarki Narodowej (jako wiceprzewodnicząca) oraz Regulaminowej i Spraw Senatorskich. W wyborach w 1993 nie ubiegała się o reelekcję, startowała jednak w wyborach uzupełniających z 19 czerwca 1994. Uzyskała wówczas 13 244 głosy jako kandydatka PSL, przegrywając z Piotrem Miszczukiem.
Po odejściu z Senatu była dyrektorem warszawskiego oddziału BGŻ.
Odznaczona m.in. Złotym Krzyżem Zasługi.